# 平山護義
平山 護義（ひらやま もりよし、1892年（明治25年）3月20日 - 1986年（昭和61年）7月24日）は、大日本帝国陸軍軍人。兵科は工兵科。最終階級は陸軍少将。功四級。

## 経歴
1892年（明治25年）に熊本県で生まれた。陸軍士官学校第26期卒業。1939年（昭和14年）3月に工兵第1連隊長（関東軍・第4軍・第1師団）に就任した。1941年（昭和16年）3月1日、陸軍大佐進級と同時に南支那野戦兵器廠長（第23軍）に転じ、日中戦争に出動した。
1945年（昭和20年）3月17日に陸軍築城部本部部員となり、4月14日に第10工兵隊司令官（第2総軍・第15方面軍）に就任した。6月10日に陸軍少将に進級し、本土決戦に備えていた。